# Fredrik Adolf Löwenhielm
Fredrik Adolf Löwenhielm, född den 31 oktober 1743 i Stockholm, död den 7 september 1810 i Kassel, var en svensk greve, hovman, diplomat och ämbetsman. Han var son till Carl Gustaf Löwenhielm.

## Bakgrund
Löwenhielm blev student vid Uppsala universitet 1757, kanslist i Kanslikollegium 1760, hovjunkare 1764. Efter sin tid vid Kanslikollegium och hovet blev han kommissionssekreterare i Paris 1766. Efter en kort tid som kammarherre ifrån 1769 blev han Sveriges sändebud till det kursachsiska hovet. Han var även stationerad i Madrid, Berlin, Hamburg och Haag samt vid den Bataviska republiken. År 1782 blev han riddare av Nordstjärneorden samt kommendör av samma orden. Han fick hovkanslers namn 1805.
Löwenhielm gifte sig 1770 med grevinnan Augusta von Fersen, dotter till en av rikets herrar greve Carl Reinhold von Fersen och Charlotta Sparre. I äktenskapet föddes honom bland annat sönerna Gustaf Löwenhielm och Carl Axel Löwenhielm. Den sistnämnde anses dock allmänt vara son till den blivande Karl XIII i dennes kärleksaffär med Augusta von Fersen.